# 蒙哥馬利 (加利福尼亞州)
蒙哥馬利（英語：Montgomery）是位於美國加利福尼亞州門多西諾縣的一個非建制地區。該地的面積和人口皆未知。

## 地理
蒙哥馬利的座標為39°14′01″N 123°23′23″W / 39.23361°N 123.38972°W，而該地的平均海拔高度為433米（即1421英尺）。